# Circuit de l'Ouest à Mons
Le Circuit de l'Ouest à Mons (Omloop van het Westen en Néerlandais) est une course cycliste belge, organisée de 1946 à 1961 à Mons en Wallonie.

## Palmarès
| Année | Vainqueur           | Deuxième              | Troisième             |
| ----- | ------------------- | --------------------- | --------------------- |
| 1946  | Florent Mathieu     | Gustave Speeckaert    | Adelson Horlin        |
| 1947  | Gilbert Caupain     | Adolphe Biarent       | Arthur Vandebinderie  |
| 1948  | Joseph Bourgeois    | Victor Jacobs         | Jan Storms            |
| 1949  | Jacques Geus        | Joseph Bourgeois      | Constant Verschueren  |
| 1950  | Roger Peiremans     | Henri Van Kerckhove   | René Walschot         |
| 1951  | Guillaume Hendrickx | Constant Verschueren  | Leopold Schaeken      |
| 1953  | Emmanuel Thoma      | Alfons Van den Brande | René Walschot         |
| 1954  | Jan De Valck        | Maurice Blomme        | Edward Peeters        |
| 1955  | Maurice Blomme      | Charles Van Dormael   | Roger Decock          |
| 1956  | Willy Schroeders    | Jozef Schils          | Karel Clerckx         |
| 1957  | Joseph Vloeberghs   | Eugène Normand        | Lucien Centeleghe     |
| 1958  | Jan Adriaensens     | Jean Pasinetti        | Henri Van Den Bossche |
| 1959  | Jos Hoevenaars      | Karel Clerckx         | Jan Adriaensens       |
| 1960  | Émile Daems         | Roger Decock          | Louis Lemarcq         |
| 1961  | André Auquier       | Robert Vanthournout   | Etienne Debaar        |